# پوینسیانا (فلوریدا)
پوینسیانا (به انگلیسی: Poinciana) یک منطقهٔ مسکونی در ایالات متحده آمریکا است که در فلوریدا واقع شده‌است. پوینسیانا ۹۱٫۵ کیلومتر مربع مساحت و ۵۳٬۱۹۳ نفر جمعیت دارد و ۲۰ متر بالاتر از سطح دریا قرار دارد.